# Sandy (Utah)

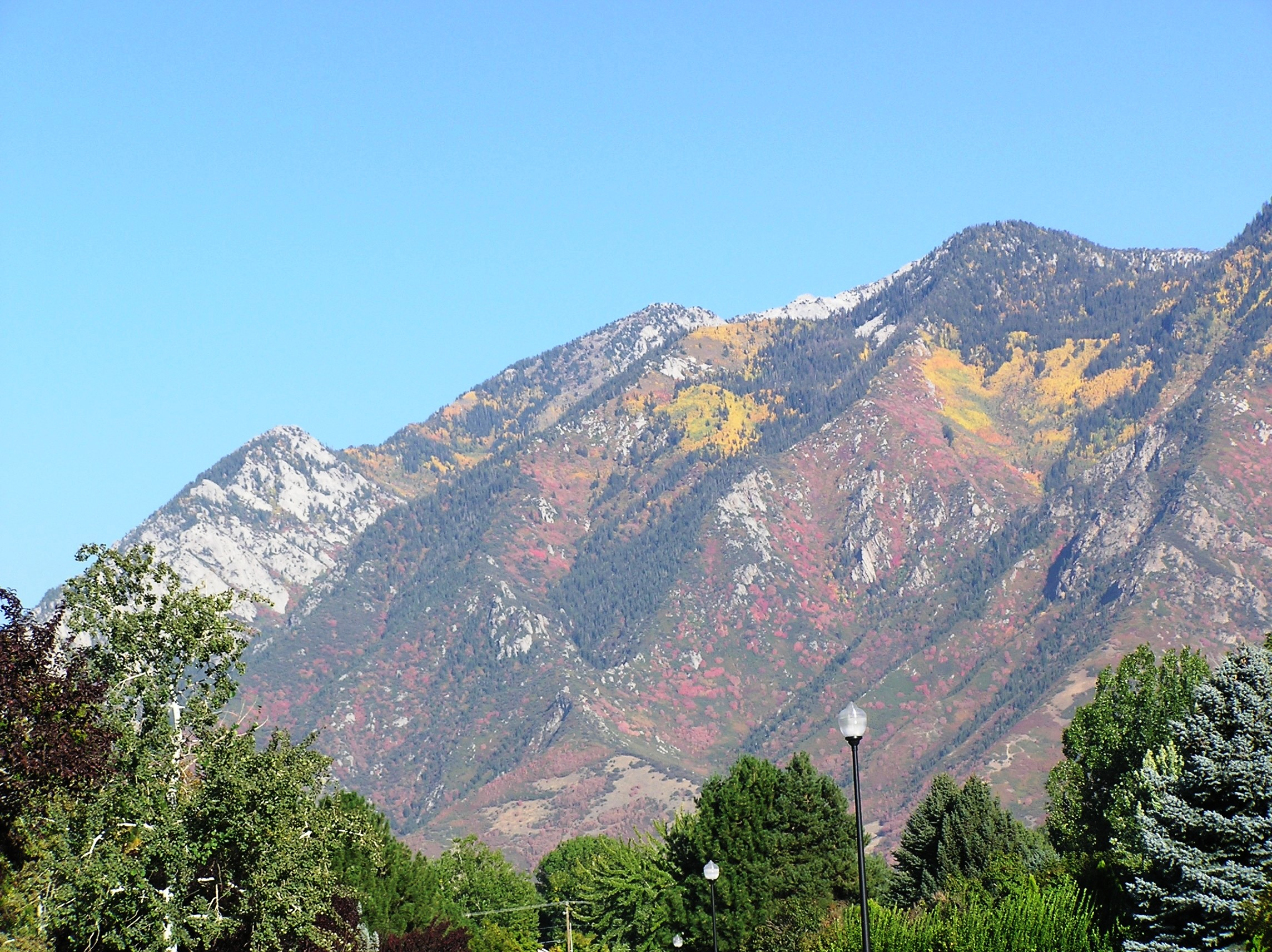
Vista de la cordillera Sasacht desde Sandy.

Sandy es una pequeña ciudad que se encuentra en el condado de Salt Lake, en el estado de Utah, Estados Unidos, unos 20 km al sur de la ciudad de Salt Lake City. Está ubicada en las coordenadas 40°34′21″N, 111°51′35″W (40.572415, -111.859610).
Posee 89.664 residentes censados, lo que la convierte en la sexta ciudad  con mayor población de todo el estado.
El nombre de la ciudad fue escogido por sus primeros pobladores debido a la naturaleza arenosa del terreno (sand = arena en inglés), lo que frustró sus planes iniciales de utilizar el emplazamiento con intenciones agrícolas.
De acuerdo con la Oficina del Censo de los Estados Unidos, la ciudad se extiende a lo largo de un área total de 57,9 km cuadrados. La mayor sección residencial de Sandy se encuentra ubicada en la explanada denominada Wasacht.
Según el censo realizado en el año 2000, la ciudad posee 89.664 habitantes, repartidos entre 21.773 familias. El espectro racial en la comunidad es el siguiente: 
Blancos 93 %, Afroamericanos  0,50%, Indios americanos 2,17%, asiáticos 0,31%,  Latinos 4,38% y otras razas 1,50%.
El 34,5% de la población es menor de edad, el 11,1% posee una edad comprendida entre los 18 y 24 años, de los 25 a los 44 el 21,8%, y tan solo el 5% posee más de 65. La edad media total es de 29 años.
Un 2,8% de las familias y un 3,8 de la población poseen ingresos mínimos que les hacen encontrarse por debajo del límite de pobreza.
Allí se encuentra el Rio Tinto Stadium. el estadio del equipo de fútbol Real Salt Lake de la Major League Soccer.

## Educación
El Distrito Escolar Jordan fue el distrito escolar primario en Sandy hasta 2009. En 2007, los ciudadanos votaron para dividir el Distrito Escolar Jordan para crear 2 distritos escolares separados: el Distrito Escolar Jordan y el recién creado Distrito Escolar Canyons. El distrito escolar de Canyons es ahora el distrito escolar primario ubicado en Sandy. Entró en funcionamiento a principios del año escolar 2009-2010.
Sandy tiene 18 escuelas primarias (Alta View, Altara, Bell View, Brookwood, Crescent, East Sandy, Edgemont, Granite, Lone Peak, Oakdale, Park Lane, Peruan Park, Quail Hollow, Sandy, Silver Mesa, Sprucewood, Sunrise, Willow Canyon), seis escuelas intermedias (Albion, Crescent View, Eastmont, Indian Hills, Mount Jordan, Union), cinco escuelas secundarias (Corner Canyon, Jordan, Hillcrest, Brighton y Alta), una escuela técnica (Canyons Technical Education Center—CTEC) y una escuela secundaria alternativa (Southpointe). La Escuela Blessed Sacrament es una escuela primaria católica privada.
Sandy alberga un campus de educación continua para estudiantes no tradicionales en la Universidad de Utah, inaugurado en 2015.

## Ciudades hermanadas
Sandy está hermanada con las siguientes ciudades:
- Piedras Negras, México (2002)
- Riesa, Alemania (2002)